# 1960-as Eurovíziós Dalfesztivál
Az 1960-as Eurovíziós Dalfesztivál volt az ötödik Eurovíziós Dalfesztivál, melynek az Egyesült Királyság fővárosa, London adott otthont. A helyszín a londoni Royal Festival Hall volt.
Az 1959-es verseny győztese, Hollandia nem kívánta megrendezni a versenyt, mivel ők voltak a házigazdái az 1958-as dalfesztiválnak is. Az előző évben második helyezett Egyesült Királyság vállalta a feladatot.

## A résztvevők
1960-ban vett részt először Norvégia. Luxemburg pedig egy év kihagyás után visszatért, így 13 dal versenyzett.
Először fordult elő, hogy egy korábbi énekes rokona vett részt: a francia Jacqueline Boyer az 1959-es versenyen Monacót képviselő Jacques Pills lánya. Az elért eredmény azonban nem is lehetne különbözőbb: míg Jacques az utolsó helyen végzett, addig lánya, Jacqueline megnyerte a versenyt. A brit énekes, Bryan Johnson pedig az előző évben részt vevő Teddy Johnson testvére volt: Bryan akárcsak testvére egy évvel korábban, a második helyen végzett.

## A verseny
Luxemburg énekese francia helyett luxemburgi nyelven énekelt. Ez mindössze kétszer történt meg a dalverseny történetében, az ez évi dalon kívül 1992-ben.

## A szavazás
A szavazás ugyanúgy zajlott, mint a korábbi években. Mindegyik országnak tíz zsűritagja volt, akik 1-1 pontot adtak az általuk legjobbnak ítélt dalnak. A műsorvezetőnő telefonon keresztül vette fel a kapcsolatot a szóvivőkkel, a fellépési sorrenddel ellentétes sorrendben: Franciaország volt az első szavazó és a házigazda Egyesült Királyság az utolsó. Az izgalmasan alakuló szavazás során összesen négy ország váltotta egymást az élen: az első zsűri pontjai után Németország állt az élen, majd a német zsűri által Monacónak adott hét pont ideiglenesen őket helyezte az élre. Ezután a brit dal vezette a mezőnyt, majd őrizte is előnyét egy ideig: a hazaiak örömét a dán zsűri pontjai rontották el, mellyel a lassan kezdő francia dal állt az élre. Mivel a brit dalra nem szavazható hazai zsűri hirdette ki pontjait utolsóként, már nem volt esélyük a fordításra. A győztes dal az olasz zsűri kivételével mindegyik szavazó országtól kapott legalább egy pontot.
Franciaország másodszor nyerte meg a versenyt. Először fordult elő, hogy az utolsóként előadott dal győzött. Ezzel szemben a házigazda Egyesült Királyság sorozatban másodszor végzett a második helyen.

## Eredmények
| #  | Ország             | Nyelv      | Előadó           | Dal                        | Magyar fordítás              | Helyezés | Pontszám |
| -- | ------------------ | ---------- | ---------------- | -------------------------- | ---------------------------- | -------- | -------- |
| 01 | Egyesült Királyság | angol      | Bryan Johnson    | Looking High, High, High   | Nézni fel, fel, fel          | 2.       | 25       |
| 02 | Svédország         | svéd       | Siw Malmkvist    | Alla andra får varann      | Mindenki más együtt van      | 10.      | 4        |
| 03 | Luxemburg          | luxemburgi | Camillo Felgen   | So laang we’s du do bast   | Ameddig itt vagy             | 13.      | 1        |
| 04 | Dánia              | dán        | Katy Bødtger     | Det var en yndig tid       | Kellemes idő volt            | 10.      | 4        |
| 05 | Belgium            | francia    | Fud Leclerc      | Mon amour pour toi         | A szerelmem irántad          | 6.       | 9        |
| 06 | Norvégia           | norvég     | Nora Brockstedt  | Voi-Voi                    | —                            | 4.       | 11       |
| 07 | Ausztria           | német      | Harry Winter     | Du hast mich so fasziniert | Annyira elkápráztattál engem | 7.       | 6        |
| 08 | Monaco             | francia    | François Deguelt | Ce soir-là                 | Azon az estén                | 3.       | 15       |
| 09 | Svájc              | olasz      | Anita Traversi   | Cielo e terra              | Ég és föld                   | 8.       | 5        |
| 10 | Hollandia          | holland    | Rudi Carrell     | Wat een geluk              | Micsoda szerencse            | 12.      | 2        |
| 11 | Németország        | német[a]   | Wyn Hoop         | Bonne nuit, ma chérie      | Jó éjt, drágám               | 4.       | 11       |
| 12 | Olaszország        | olasz      | Renato Rascel    | Romantica                  | Romantikus                   | 8.       | 5        |
| 13 | Franciaország      | francia    | Jacqueline Boyer | Tom Pillibi                | —                            | 1.       | 32       |

1.↑ a: A dal tartalmazott egy-egy kifejezést francia nyelven is.

## Ponttáblázat
|                    | Zsűrik             | Zsűrik     | Zsűrik    | Zsűrik | Zsűrik  | Zsűrik   | Zsűrik   | Zsűrik | Zsűrik | Zsűrik    | Zsűrik      | Zsűrik      | Zsűrik        | Zsűrik |
| Össz               | Egyesült Királyság | Svédország | Luxemburg | Dánia  | Belgium | Norvégia | Ausztria | Monaco | Svájc  | Hollandia | Németország | Olaszország | Franciaország |        |
| ------------------ | ------------------ | ---------- | --------- | ------ | ------- | -------- | -------- | ------ | ------ | --------- | ----------- | ----------- | ------------- | ------ |
| Egyesült Királyság | 25                 |            | 1         | 5      |         | 1        | 2        | 3      | 1      | 4         | 5           | 1           | 2             |        |
| Svédország         | 4                  |            |           |        |         |          |          |        |        |           | 1           |             | 1             | 2      |
| Luxemburg          | 1                  |            |           |        |         |          |          |        |        |           |             |             | 1             |        |
| Dánia              | 4                  | 1          |           | 1      |         |          | 2        |        |        |           |             |             |               |        |
| Belgium            | 9                  |            | 4         |        |         |          |          | 1      |        |           |             | 1           | 3             |        |
| Norvégia           | 11                 | 1          |           |        | 2       | 1        |          | 1      |        | 4         | 1           |             |               | 1      |
| Ausztria           | 6                  | 2          |           |        | 2       | 1        |          |        |        |           |             |             | 1             |        |
| Monaco             | 15                 | 1          |           | 1      | 2       |          |          |        |        | 1         |             | 7           |               | 3      |
| Svájc              | 5                  |            |           | 1      |         |          | 1        | 2      |        |           |             |             | 1             |        |
| Hollandia          | 2                  |            |           |        |         | 1        |          |        |        |           |             |             | 1             |        |
| Németország        | 11                 |            | 1         |        |         | 2        |          | 2      | 2      |           |             |             |               | 4      |
| Olaszország        | 5                  |            |           | 1      |         | 1        |          |        | 2      |           | 1           |             |               |        |
| Franciaország      | 32                 | 5          | 4         | 1      | 4       | 3        | 5        | 1      | 5      | 1         | 2           | 1           |               |        |

A szavazás a fellépési sorrenddel ellentétesen történt.

## Térkép

Részt vevő országok

## Visszatérő előadók
| Előadó      | Ország  | Előző év(ek) |
| ----------- | ------- | ------------ |
| Fud Leclerc | Belgium | 1956, 1958   |

## A szavazás és a nemzetközi közvetítések

### Pontbejelentők
| 1. Franciaország – ismeretlen 2. Olaszország – Enzo Tortora 3. Németország – ismeretlen 4. Hollandia – Siebe van der Zee 5. Svájc – Boris Acquadro 6. Monaco – ismeretlen 7. Ausztria – ismeretlen | 1. Norvégia – Kari Borg Mannsåker 2. Belgium – Arlette Vincent 3. Dánia – Bent Henius 4. Luxemburg – ismeretlen 5. Svédország – Tage Danielsson 6. Egyesült Királyság – Nick Burrell-Davis |

### Kommentátorok
| Ausztria           | Wolf Mittler              | ORF                            |
| Belgium            | Georges Désir (franciául) | INR                            |
| Belgium            | Nic Bal (hollandul)       | NIR TV                         |
| Dánia              | Sejr Volmer-Sørensen      | DR TV                          |
| Egyesült Királyság | David Jacobs (televízió)  | BBC Television Service         |
| Egyesült Királyság | Pete Murray (rádió)       | BBC Light Programme            |
| Finnország         | Aarno Walli               | Suomen Televisio               |
| Franciaország      | Pierre Tchernia           | RTF                            |
| Hollandia          | Piet te Nuyl              | NTS                            |
| Luxemburg          | Pierre Tchernia           | Télé-Luxembourg                |
| Monaco             | Pierre Tchernia           | Télé Monte-Carlo               |
| Németország        | Wolf Mittler              | Deutsches Fernsehen            |
| Norvégia           | Erik Diesen               | NRK, NRK P1                    |
| Olaszország        | Giorgio Porro             | Programma Nazionale            |
| Svájc              | Theodor Haller (németül)  | TV DRS                         |
| Svájc              | Georges Hardy (franciául) | TSR                            |
| Svédország         | Jan Gabrielsson           | Sveriges TV, Sveriges Radio P2 |